# Jacob van Lennep

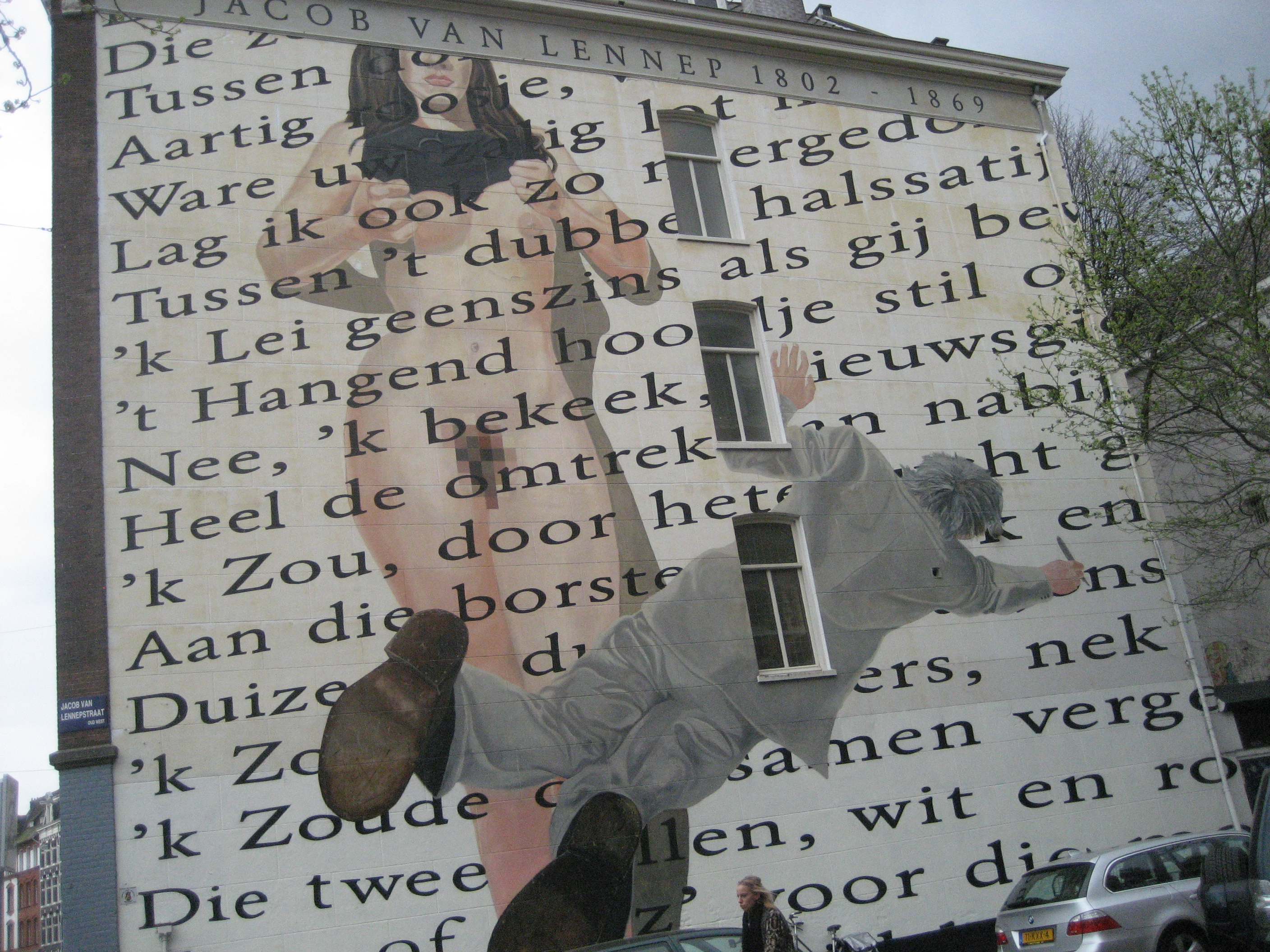
Gedicht Aan een Roosje, door Rombout Oomen geschilderd op een muur in de Jacob van Lennepstraat (Amsterdam)

Jacob van Lennep (Amsterdam, 24 maart 1802 – Oosterbeek, 25 augustus 1868) was een Nederlands schrijver, dichter, taalkundige en politicus.

## Levensloop

### Jeugd en afkomst
Jacob van Lennep werd geboren in de vroege ochtend van 24 maart 1802 aan de Keizersgracht 369, in een huis dat nu niet meer bestaat, als oudste kind van de classicus en dichter David Jacob van Lennep (1774-1853), lid van de familie Van Lennep, en Cornelia Christina (Keetje) van Orsoy (1778-1816). De huwelijkssluiting van de ouders was op 30 september 1800 in de Waalse Kerk in Amsterdam. In 1807 werd een dochter, Anna Louisa (Antje), geboren.
De Van Lenneps waren rijk geworden met de handel in waardevol textiel en vanaf de zestiende eeuw door huwelijken verbonden met de stadselite zoals de families Trip en Six. Van Lenneps overgrootvader David kocht het Huis te Manpad in Heemstede en grootvader Cornelis van Lennep behoorde tot de rijkste en invloedrijkste inwoners van Amsterdam. Voorouders van Van Lennep staan op schilderijen van Frans Hals, Rembrandt en Govert Flinck.
Toen Van Lennep drie was, verhuisde de familie naar het huis iets verderop, dat nu Keizersgracht 473 is.
Aangezien zijn moeder een zwakke gezondheid had en tijdens haar vele zwangerschappen voortdurend rust moest nemen nam zij veel tijd om de leergierige Jacob (Kootje) te onderwijzen. Hij kon dan ook al op driejarige leeftijd lezen en schrijven.
Zijn eerste verblijf in het buitenland dateert uit 1806, toen zijn ziekelijke moeder op doktersadvies in Schwalbach baden moest nemen. Van Lenneps biograaf Marita Mathijsen vermoedt dat zij aan epilepsie leed. Uit familiecorrespondentie komt hij naar voren als een charmant en vrolijk kind met een goed geheugen.

### Schooljaren (1807-1819)
Op zijn vijfde werd hij op een Franse jongensschool aan de Amsterdamse Keizersgracht geplaatst. De schooldagen duurden van negen tot zeven en het curriculum bestond uit vaderlandse en algemene geschiedenis, aardrijkskunde, de indeling van het dierenrijk en Frans. In de zomermaanden miste hij de lessen omdat zijn familie hem meenam naar Het Manpad, maar later liep hij de achterstand in en in de lente had hij een voorsprong op zijn medeleerlingen. Toen hij vijf was, nam David Jacob hem mee naar een opvoering van de Gijsbrecht van Aemstel van Joost van den Vondel in de Stadsschouwburg dat een grote indruk op hem maakte.
Zijn historische belangstelling werd van jongs af gestimuleerd: zowel zijn vader als zijn grootvader zetten zich in voor de conservering van monumenten. Van Lennep herinnerde zich later dat zijn vader op Het Manpad een stoet van vrienden ontving, patriottische staatslieden met wie hij over politiek en kunst debatteerde. De muren van de eetzaal waren met arcadische behangschilderingen versierd die de verbeelding van de jongen gaande maakten. Een van de tafereel betrof de ontvoering van Proserpina door Pluto, die haar meevoert naar de onderwereld, dat volgens biograaf Mathijsen de oorsprong kan zijn voor het in Van Lenneps literaire werk terugkerende motief van het mooie meisje dat buiten haar eigen toedoen in een boosaardig milieu terechtkomt.
In september 1815 werd de dertienjarige Van Lennep ingeschreven aan de Amsterdamse Latijnse school. Hier duurde een schooldag van negen tot twaalf en van twee tot vier, en leerde hij Grieks en Latijn, wiskunde, aardrijkskunde, geschiedenis en klassieke fabels. Zijn literaire belezenheid moet hij buiten de lesuren hebben opgedaan, want er werd geen Nederlands, Frans, Duits of Engels gegeven. In deze jaren maakte hij zijn – veelal in manuscript bewaard gebleven – jeugdwerken, waaronder gedichten, pogingen tot toneel en een (onvoltooide) vertaling van Hamlet van Shakespeare. Een sterke historisch gerichte belangstelling blijkt uit dit werk.
In oktober 1816, Van Lennep is dan veertien, overlijdt zijn moeder. Zijn vader hertrouwt op 28 april 1819 met de vijftien jaar jongere Anna Catherina van de Poll, die wel uit de hoogste kringen komt, maar niet uit een familie waar literatuur hoog wordt aangeslagen. De huwelijksreis naar de Zuidelijke Nederlanden brengt Van Lennep in Antwerpen en Gent, waar het historische Begijnhof een diepe indruk op hem maakt.

### Studietijd
In juni 1819 werd hij ingeschreven aan het Athenaeum te Amsterdam, waar hij vanaf september colleges volgde: wiskunde, natuur-, volken- en staatsrecht, Europese geschiedenis, stijl, vaderlandse geschiedenis, gerechtelijke geneeskunde, Romeins en hedendaags burgerlijk recht. Hij werd lid van twee disputen, waarvan er een literair gericht was en de ander op vriendschap. Veel tijd bracht hij door met biljarten. In deze jaren maakte hij gedichten, toneelstukken en vertalingen van onder meer Ovidius, Horatius en Petrarca. Veel manuscripten hiervan zijn bewaard gebleven, maar met publiceren begon hij pas in 1826.
Hij studeerde rechten aan de Universiteit Leiden en verwekte aldaar op 20-jarige leeftijd bij een adellijke vriendin een kind, Geertrui Elisabeth Tulle, dat vervolgens door een min werd opgevoed.
Jacob volgde ook privé-colleges bij Willem Bilderdijk. Via deze colleges echter werd hij dusdanig fanatiek in zijn geloof dat zijn vader zich danig zorgen maakte en aan een bevriende adviseur van koning Willem I vroeg of Bilderdijk kon worden overgeplaatst. David Jacob schreef: Twee of drie bezoeken bij hem (Bilderdijk, red.) hebben mijn zoon reeds tot een proseliet van hem gemaakt, en schoon ik op zijne jaren liever zie, dat hij in dit, dan in het tegenovergesteld excès valle, zoo behagen mij echter geene excessen, hoe ook genaamd.Bilderdijk was orthodox protestant, was aanhanger van de predestinatieleer en geloofde dat het gezag van het land door God was aangesteld; dit gold zowel voor de stadhouders als voor Lodewijk Napoleon als voor koning Willem I. Van Lennep voerde uitvoerige correspondentie met o.a. Isaäc da Costa en Jan Amersfoordt over mogelijke uitleg van bijbelteksten en andere godsdienstige haarkloverijen (in de woorden van Mathijsen).
Gedurende de jaren dat Van Lennep college liep bij Bilderdijk en onder invloed was van Da Costa en Amersfoordt was hij depressief en fanatiek religieus. Na 1828 werd hij weer levenslustig, gevat en ondernemend.
In 1823 maakte hij met zijn studiegenoot Dirk van Hogendorp een voetreis door de Noordelijke – protestantse – Nederlanden en bracht onder andere een bezoek aan de kunstschilder Willem Bartel van der Kooi. Deze voetreis is in verschillende media beschreven; zo is o.a. er een routebeschrijving en een uitgebreide podcast.

### Gezin
In 1824 studeerde hij af en trouwde datzelfde jaar, tegen de zin van zijn vader, met jkvr. Henriëtte Röell, dochter van de Minister van Staat baron Willem Frederik Röell (1767-1835), waarna zij beiden zich in Amsterdam vestigden.
Zij kregen één dochter en vijf zonen samen: Sara Cornelia Wilhelmina van Lennep (1825-1899, Dame du Palais van koningin Emma), David Jacob Cornelis van Lennep (1827-1905), jhr. Christiaan van Lennep (1828-1908), Maurits Jacob van Lennep (1830-1913), Willem Anne van Lennep (1831-1833) en Willem van Lennep (1834-1897). Door het huwelijk van zijn dochter Sara was hij de schoonvader van jhr. Cornelis Hartsen en de grootvader van jkvr. Henriëtte Sarah Hartsen. Uit een buitenechtelijke relatie met Swane Cornelia van Ockenburg (1830-1865) werden de kinderen Jacob Cornelis van Ockenburg (1857-1906) en Louise Cornelia van Ockenburg (1865-1869) geboren. Swane van Ockenburg stierf 48 dagen na de geboorte van hun dochter.

### Advocaat
In 1829 werd Van Lennep benoemd tot rijksadvocaat.
Een rijksadvocaat behandelt vooral rechtszaken voor het rijk tegen bedrijven en particulieren over belastingen. Verslagen verschenen in het Weekblad van het Regt. Aan de ene kant leverde deze aanstelling aanzien en inkomen, maar aan de andere kant was het erg arbeidsintensief, maar saai, en moest hij veel reizen door Noord-Holland; o.a. naar Alkmaar en Heiloo.
In zijn eigen advocatenpraktijk behandelde Van Lennep alleen 'heel speciale gevallen'.

### Overige functies
Tussen 1836 en 1850 was Van Lennep, hoewel hij daartoe geen opleiding had genoten, lid van de landbouwcommissie. Het werk bestond uit keuringen van hengsten en merries, twee keer per jaar een vergadering, waarbij men van hun voortbrengselen (van de landbouw) aan den gezelligen disch een praktisch gebruik maakte, en eenmaal per jaar een tocht naar een van de Waddeneilanden, waar ook weer stevig gegeten en gedronken werd. Een van de zaken waar Van Lennep veel moeite mee had was het 'ruimen' van vee als er een veeziekte was uitgebroken. In 1851 werd de commissie, bij gebrek aan geld, opgeheven.

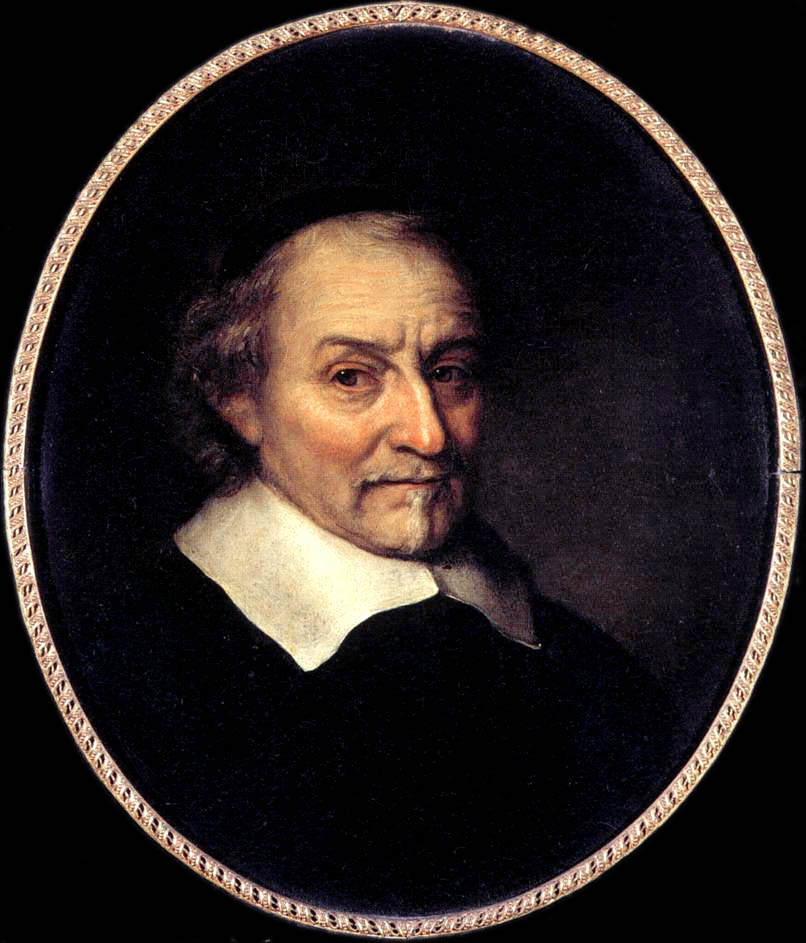
Portret van Vondel door Philips Koninck, 1665

Tussen 1826 en 1847 was Van Lennep secretaris van curatoren van het Athenaeum Illustre, een onbezoldigde functie. Hij diende bij examens aanwezig te zijn en diploma's en ere-prijzen uit te reiken. Hij schreef het toneelstuk Een Amsterdamsche Winteravond , dat, wegens het tweehonderd jarig bestaan van het Athenaeum in 1832, werd opgevoerd in de Stadsschouwburg. Het stuk speelt in 1632 en hij voert daarin historische figuren op, die een lans breken voor het subsidiëren van cultuur en wetenschap. Eén van de hoofdrollen was die van Vondel. Het stuk werd meerdere malen uitgevoerd. Een lid van de familie Six, kunsthandelaar, was dermate enthousiast dat zij Van Lennep een geschilderd portret van Vondel cadeau deden. Dit portret heeft zijn leven lang in zijn werkkamer gehangen.
Van Lennep werd 1832 lid van het Koninklijk Nederlandsch Instituut, en wel het onderdeel dat zich bezig hield met taal- en letterkunde en met geschiedenis. Hier speelde hij een leidende rol en hij was in 1840 en in 1847-1848 voorzitter van de Tweede Klasse. Naast bestuurlijke activiteiten gaf hij ook voordrachten uit eigen werk en lezingen over historie. In 1844 herschreef hij de Nederlandse Grondwet uit 1815, en vier jaar later hertaalde hij de nieuwe grondwet op verzoek van koning Willem II. Het Koninklijk Nederlandsch Instituut werd in 1851 door Thorbecke opgeheven en vervangen door de Koninklijke Akademie van Wetenschappen, alleen gewijd aan wis- en natuurkunde. Na het aftreden van Thorbecke was er plaats voor een afdeling voor taal- en letterkunde en geschiedkundige en wijsgerige wetenschappen. Van Lennep trad onmiddellijk toe en hield zich, naast geschiedenis en taalkunde, bezig met kopijrecht en spellingsregels. Felle discussies werden gevoerd met Te Winkel over zijn spellingswijzen van honderden woorden opgenomen in het Woordenboek der Nederlandsche Taal, maar dat had geen invloed.
Ook in 1832 werd Van Lennep lid van de choleracommissie van Medicinale Wijk 8 van Amsterdam. Dergelijke commissies werden van rijkswege ingesteld en bestonden uit geneesheren, apothekers en gezaghebbende burgers; twee leden per commissie moesten 24 uur per dag bereikbaar zijn. Taken van de commissie waren: woningen laten ontsmetten, zieken in het cholerahospitaal op laten nemen, doden kisten en in gesloten koetsen naar speciale begraafplaatsen vervoeren.
In 1830 verhuisde hij naar de Keizersgracht, tegenwoordig nummer 560. Hij bleef hier zijn verdere leven wonen. In 1834/35 steunde hij de naar Engeland gevluchte dichter Gerrit van de Linde, beter bekend als De Schoolmeester. In 1840 was hij de initiator van een duinwaterleiding tussen Bloemendaal en Amsterdam. Daaruit zou de Amsterdamsche Duinwater-Maatschappij ontstaan. Hij kreeg er in 2016 het Standbeeld voor Jacob van Lennep in die stad voor. Van 1853 tot 1856 was hij lid van de Tweede Kamer. Hij overleed op 25 augustus 1868 op 66-jarige leeftijd in Oosterbeek, waar hij op de Oude Begraafplaats begraven ligt. Het grafmonument van Jacob van Lennep geniet bescherming als rijksmonument.
In 1851 werd de Amsterdamsche Duinwater-Maatschappij mede op initiatief van Jacob van Lennep opgericht, hij werd ook de eerste voorzitter. In 1853 werd de eerste drinkwaterleiding in Nederland voltooid, met water uit de Amsterdamse Waterleidingduinen. Vanaf 12 december 1853 konden Amsterdammers drinkwater halen bij het tappunt aan de Haarlemmerpoort.

## De uitgever

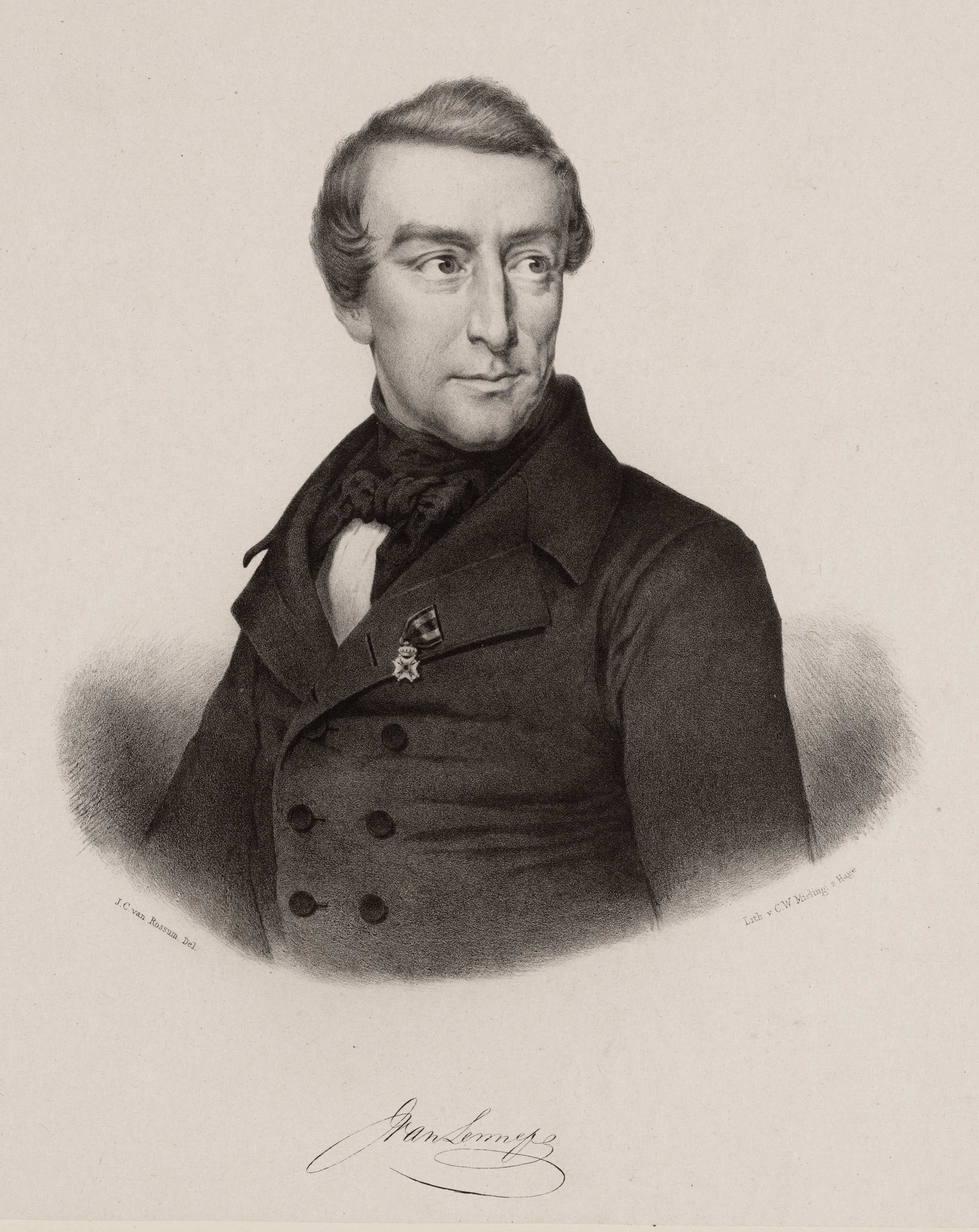
Van Lenneps portret in De Schoolmeester

Van Lennep verzorgde de uitgave van de gedichten van De Schoolmeester (1858), een twaalfdelige editie van de werken van Joost van den Vondel (1850-1868), en Max Havelaar van Multatuli (1860). Daarbij ontfutselde van Lennep onder valse voorwendselen het auteursrecht aan Eduard Douwes Dekker, zodat Dekker elke invloed op de uitgave kwijt was. Terwijl Multatuli het boek had bedoeld als een aanklacht voor de massa, maakte Van Lennep er een dure editie van, waarin hij bovendien de politieke boodschap afzwakte door plaatsnamen en jaartallen door puntjes te vervangen; tot woede van de schrijver die echter een proces tegen deze verminking van zijn boek in 1861 verloor. Zij kenden elkaar vanuit de vrijmetselaarsloge Willem Frederik te Amsterdam. Van Lennep was een vooraanstaand vrijmetselaar en gedeputeerd grootmeester-nationaal Orde der Vrijmetselaars.

## De schrijver
Aanvankelijk vertaalde hij het werk van Lord Byron en Walter Scott. Zelf debuteerde Van Lennep in 1826, met de gedichtenbundel Academische Idyllen, die hij opdroeg aan Willem Bilderdijk. Hij werd vervolgens beroemd met historische romans, die hij schreef in navolging van Walter Scott. Voorbeelden hiervan zijn De Roos van Dekama (1836), dat speelt ten tijde van de strijd tussen graaf Willem IV van Holland en de Friezen, en Elisabeth Musch (1850). Het bekendst werd zijn roman Ferdinand Huyck uit 1840. Zijn dagboek over de voetreis die hij als student in 1823 maakte samen met zijn studievriend Dirk van Hogendorp heeft hij bij zijn leven niet uitgegeven. Dit dagboek, aanvankelijk in brieven vastgelegd die hij onderweg naar huis schreef en later in schriften overgeschreven, bleef in de kast liggen. Zijn kleinzoon heeft het later gevonden en in 1942 is het (in bewerkte vorm) uitgegeven onder de titel "Nederland in den goeden ouden tijd". Dit baarde weinig opzien. In 2000/2001 hebben, op initiatief van Rene Mendel, producent van Interakt, de schrijver Geert Mak en Marita Mathijsen het dagboek hertaald en opnieuw het licht laten zien ten dienste van de befaamde radio- en televisieserie De Zomer van 1823, waarin de voettocht nog eens overgedaan wordt door Mak en de cineast Theo Uittenbogaard.

## Bibliografie (selectie)

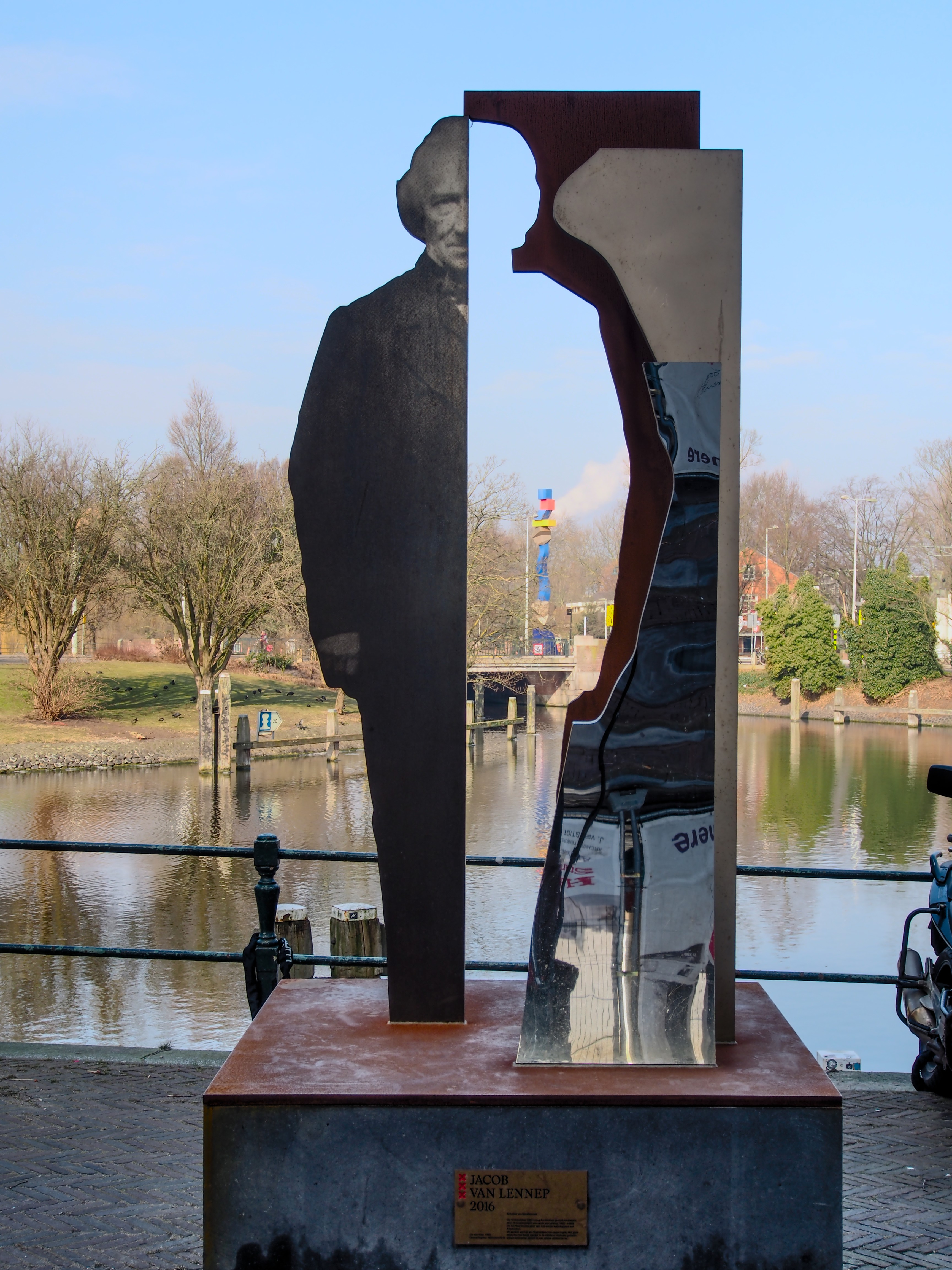
Standbeeld Jacob van Lennep door Lia van der Vugt bij de Haarlemmerpoort, Amsterdam, onthuld 6 juli 2016

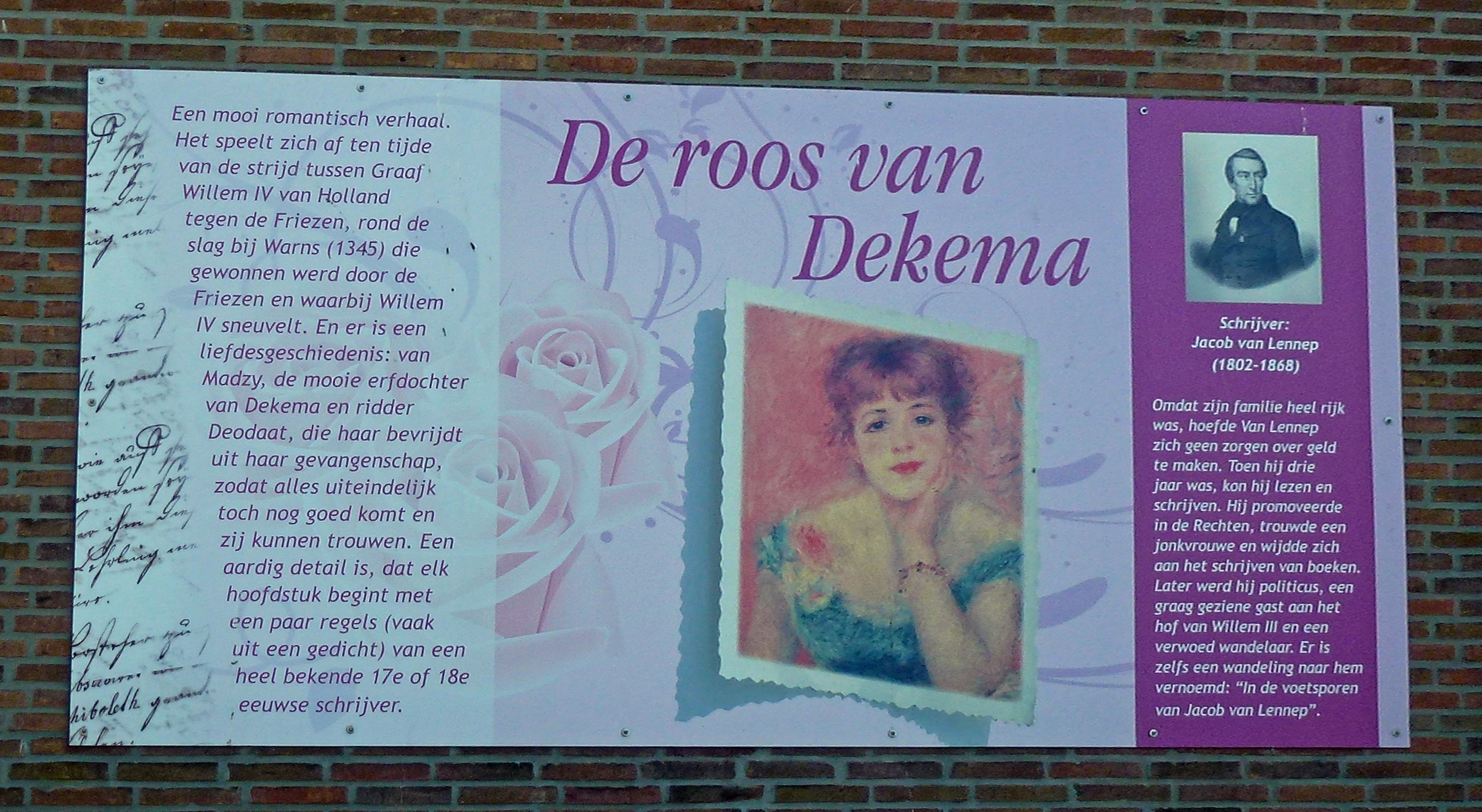
De Roos van Dekama, gevelpaneel in Gouda

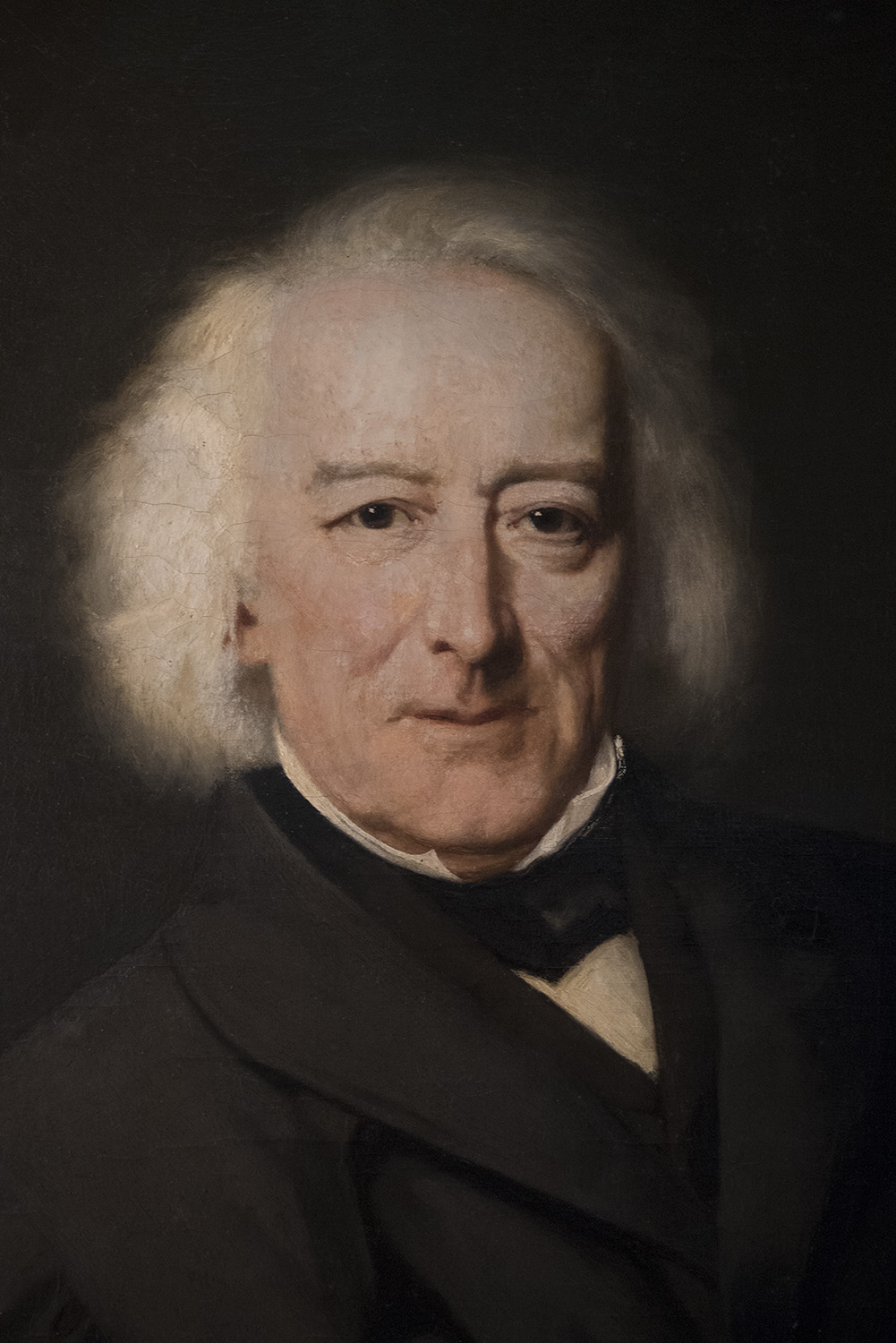
Portret van Van Lennep door Johann Georg Schwartze (detail)